# Борал, Угур
Угу́р Бора́л (тур. Uğur Boral; 14 апреля 1982, Токат) — турецкий футболист, полузащитник.

## Карьера
Угур начал свою профессиональную карьеру в клубе «Генчлербирлиги». В 2006 году подписал контракт с клубом «Фенербахче».
В 2007 году, в первом для себя матче в Лиге чемпионов, сделал дубль в ворота московского ЦСКА.
В 2008 году был вызван в состав сборной Турции на Евро-2008, где вышел на поле и сумел отличиться в полуфинале против Германии.

## Достижения
- Чемпионат Европы по футболу
  - 3—4 места: 2008
- Чемпионат Турции по футболу
  - Чемпион: 2006/07, 2010/11
  - 2 место: 2007/08
- Суперкубок Турции по футболу
  - Победитель 2007, 2009